# Cantone di Barjols

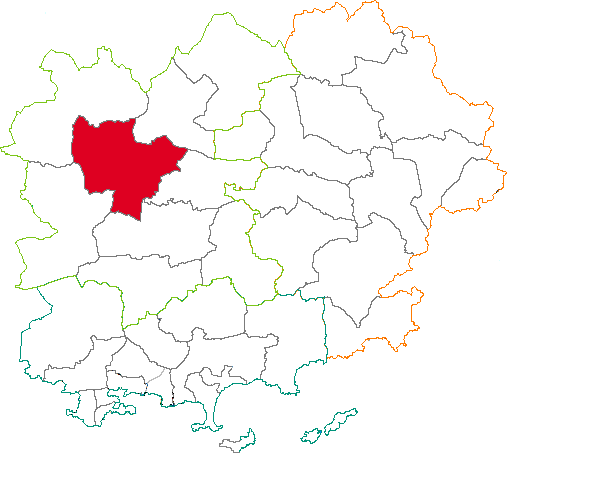
Localizzazione del Cantone di Barjols nel Dipartimento del Varo

Il Cantone di Barjols era una divisione amministrativa dell'arrondissement di Brignoles.
È stato soppresso a seguito della riforma complessiva dei cantoni del 2014, che è entrata in vigore con le elezioni dipartimentali del 2015.
Comprendeva i comuni di:
- Barjols
- Bras
- Brue-Auriac
- Châteauvert
- Esparron
- Pontevès
- Saint-Martin-de-Pallières
- Seillons-Source-d'Argens
- Varages